# 142 av. J.-C.
Cette page concerne l'année 142 av. J.-C. du calendrier julien proleptique.

## Événements
- 28 octobre 143 av. J.-C. (1er janvier 612 du calendrier romain) : début à Rome du consulat de Quintus Fabius Maximus Servilianus et Lucius Caecilius Metellus Calvus[1].
  - Censure de Scipion Émilien et L. Mummius. Scipion joue un rôle particulièrement sévère dans le contrôle du rôle des sénateurs et de l’ordre équestre, temporisé par Mummius[2]. Mummius dédicace le temple d'Hercule Victor sur le Forum Boarium[3].
  - Le consul Servilianus est envoyé en Hispanie ultérieure pour lutter contre Viriathe avec 18 000 fantassins et 1 600 cavaliers ; il échoue à chasser Viriathe de Tucci (Martos), après que six mille Lusitaniens aient attaqué une de ses colonnes. Il se retire, reçoit le renfort de 300 cavaliers numides et de dix éléphants et après avoir construit un camp fortifié, inflige une défaite aux Lusitaniens[4].

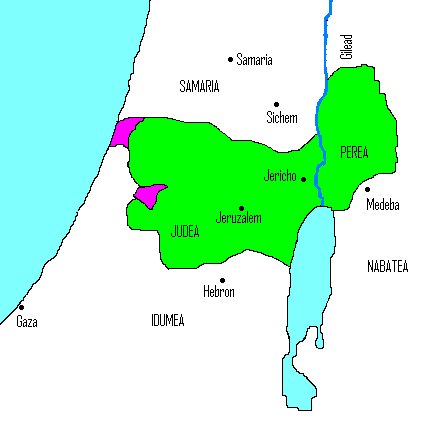
La Judée hasmonéenne sous Simon Maccabée, fondateur de la dynastie hasmonéenne, héritière des Maccabées en Judée (fin en 63 av. J.-C.). Simon l’Hasmonéen est grand-prêtre (archiéreus), chef militaire (stratégos) et chef politique (hègouménos) de Judée (fin en 134 av. J.-C.).

- Mai : Simon l’Hasmonéen, qui a succédé à son frère Jonathan à la tête des Juifs (143 av. J.-C.), se range du côté de Démétrios II de Syrie et obtient une remise totale des impôts et la reconnaissance de l’indépendance juive[5]. La fonction de grand prêtre devient héréditaire. Simon envoie des ambassades à Rome et à Sparte pour faire reconnaître son titre et renouveler les alliances traditionnelles. Les Romains reconnaissent officiellement les Juifs comme alliés et s’engagent à soutenir l’autorité de Simon dans toute la Diaspora, spécialement en Égypte.
  - Après 25 ans de luttes, le peuple Juif retrouve son indépendance. Le pays est dévasté. Les nécessités de la guerre et de l’unité nationale autour des Maccabées ont fait passer au second plan les soucis du respect de la Loi et de la tradition israélite qui avaient motivé la révolte. Le titre de « grand prêtre », puis de « roi » que se donnent les hasmonéens, qui ne descendent ni de Sadoq, ni de David, provoque des réactions divergentes au sein du groupe des Hassidéens (Hasidîm, fidèles à la Loi). De leur côté, les Samaritains se sont coupés des Juifs pour tenter d’échapper aux décrets anti-israélites d’Antiochos IV et sont considérés comme des collaborateurs pro-hellénistes.
- Juillet, Guerre de Numance : le proconsul Metellus combat les Vaccéens dans la vallée du Duero et détruit leurS récoltes pour les empêcher de fournir du ravitaillement aux habitants de Numance[6].
- Août : Metellus attaque Numance et la ville voisine de Termantia, sans pourvoir mener à bien ce double siège[6].
- Octobre : Simon l’Hasmonéen assiège la citadelle de Jérusalem[7].

- Assassinat du roi de Syrie Antiochos VI, fils de l'usurpateur Alexandre Ier Balas, par le général Diodote Tryphon qui usurpe à son tour le trône avant d'être tué lui-même par Antiochos VII en 138 av. J.-C.[8].

## Naissances en 142 av. J.-C.
- Ptolémée IX Sôter II, roi d’Égypte.

## Décès
- Antiochos VI Dionysos, roi séleucide de Syrie.